# Coumestrol

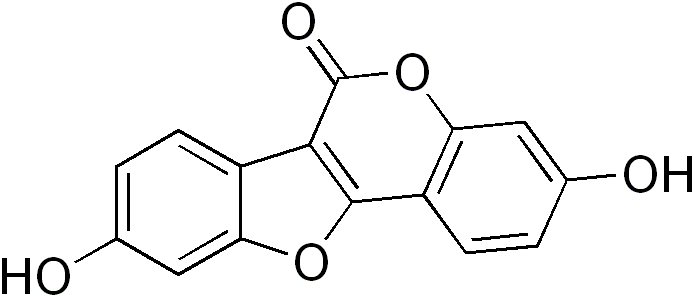
Fórmula de estrutura do Coumestrol.

O Coumestrol é um composto natural orgânico da formula C15H8O5 da classe dos conhecidos como fotoquímicos. Ele tem atraído interesse de pesquisa por causa de sua atividade estrogênica e sua prevalência em alguns alimentos, como a soja.

O Coumestrol foi identificado pela primeira vez por EM Bickoff em alfafa , em 1957. Desde então, são encontrados em uma variedade de legumes, soja, couve de bruxelas e espinafre. A couve a e soja têm as maiores concentrações. O Coumestrol é um fitoestrógeno, imitando a atividade biológica de estrogênios. O Coumestrol tem aproximadamente a mesma afinidade de ligação para o receptor de estrogénio ER- β como 17β -estradiol, mas muito menos afinidade para 17α -estradiol, embora a potência estrogênica de ambos os receptores em coumestrol é muito menor do que a de 17β -estradiol. A forma química de coumestrol orienta os seus dois grupos hidroxila na mesma posição que os dois grupos hidroxilo em estradiol, o que lhe permite inibir a atividade da aromatase e hidroxiesteróide desidrogenase. Estas enzimas estão envolvidas na biossíntese de hormônios esteroides, e inibição destas enzimas resulta na modulação da produção de hormônios.

1. ↑  E. M. Bickoff; A. N. Booth; R. L. Lyman; A. L. Livingston; C. R. Thompson; F. Deeds (1957). «Coumestrol, a New Estrogen Isolated from Forage Crops». Science. 126 (3280): 969–970. PMID 13486041. doi:10.1126/science.126.3280.969-a
2. ↑  Ososki, Andreana L.; Kennelly, Edward J. (2003). «Phytoestogens: a Review of the Present State of Research». Phytotherapy Research. 17: 845–869. PMID 13680814. doi:10.1002/ptr.1364
3. ↑  Kuiper GG, Carlsson B, Grandien K, Enmark E, Häggblad J, Nilsson S, Gustafsson JA (1997). «Comparison of the ligand binding specificity and transcript tissue distribution of estrogen receptors alpha and beta». Endocrinology. 138 (3): 863–70. PMID 9048584. doi:10.1210/endo.138.3.4979